# Chatham County (North Carolina)
Chatham County ist ein County im Bundesstaat North Carolina der Vereinigten Staaten. Der Verwaltungssitz (County Seat) ist Pittsboro.

## Geographie
Das County liegt im geographischen Zentrum von North Carolina und hat eine Fläche von 1836 Quadratkilometern, wovon 68 Quadratkilometer Wasserfläche sind. Es grenzt im Uhrzeigersinn an folgende Countys: Orange County, Durham County, Wake County, Harnett County, Lee County, Moore County, Randolph County und Alamance County.
Chatham County ist in 13 Townships aufgeteilt: Albright, Baldwin, Bear Creek, Cape Fear, Center, Gulf, Hadley, Haw River, Hickory Mountain, Matthews, New Hope, Oakland und Williams.

## Geschichte
Chatham County wurde am 1. April 1771 aus Teilen des Orange County gebildet. Benannt wurde es, ebenso wie die Bezirkshauptstadt Pittsboro, nach William Pitt, 1. Earl of Chatham, einem britischen Premierminister.
55 Bauwerke und Stätten des Countys sind insgesamt im National Register of Historic Places eingetragen (Stand 23. Februar 2018).

## Demografische Daten
Nach der Volkszählung im Jahr 2000 lebten im Chatham County 49.329 Menschen in 19.741 Haushalten und 13.858 Familien. Die Bevölkerungsdichte betrug 28 Einwohner pro Quadratkilometer. Ethnisch betrachtet setzte sich die Bevölkerung zusammen aus 74,94 Prozent Weißen, 17,07 Prozent Afroamerikanern, 0,41 Prozent amerikanischen Ureinwohnern, 0,59 Prozent Asiaten, 0,04 Prozent Bewohnern aus dem pazifischen Inselraum und 5,81 Prozent aus anderen ethnischen Gruppen; 1,13 Prozent stammten von zwei oder mehr Ethnien ab. 9,62 Prozent der Bevölkerung waren spanischer oder lateinamerikanischer Abstammung.
Von den 19.741 Haushalten hatten 28,8 Prozent Kinder unter 18 Jahren, die bei ihnen lebten. 56,3 Prozent davon waren verheiratete, zusammenlebende Paare, 10,0 Prozent waren allein erziehende Mütter und 29,8 Prozent waren keine Familien. 24,5 Prozent waren Singlehaushalte und in 10,0 Prozent lebten Menschen mit 65 Jahren oder älter. Die Durchschnittshaushaltsgröße betrug 2,47 und die durchschnittliche Familiengröße war 2,91 Personen.
22,5 Prozent der Bevölkerung waren unter 18 Jahre alt. 7,3 Prozent zwischen 18 und 24 Jahre, 30,4 Prozent zwischen 25 und 44 Jahre, 24,6 Prozent zwischen 45 und 64, und 15,3 Prozent waren 65 Jahre alt oder Älter. Das Durchschnittsalter betrug 39 Jahre. Auf alle weibliche Personen kamen 96,8 männliche Personen. Auf alle Frauen im Alter von 18 Jahren oder darüber kamen 93,8 Männer.
Das jährliche Durchschnittseinkommen eines Haushalts betrug 42.851 $ und das jährliche Durchschnittseinkommen einer Familie betrug 50.909 $. Männer hatten ein durchschnittliches Einkommen von 32.980 $ gegenüber den Frauen mit 26.044 $. Das Prokopfeinkommen betrug 23.355 $. 9,7 Prozent der Bevölkerung und 7,1 Prozent der Familien lebten unterhalb der Armutsgrenze. 12,7 Prozent von ihnen sind Kinder und Jugendliche unter 18 Jahre und 12,0 Prozent sind 65 Jahre oder älter.